# 神木與瞳
神木與瞳（Y2J），是賴銘偉與黃美珍所組成的台灣樂團團體，所屬唱片公司為環球音樂。

## 神木與瞳成員
賴銘偉（1984年6月25日－），生於臺灣桃園縣（今桃園市），母親為泰雅族人，畢業桃園縣永豐高中，就讀於大華技術學院。在2007年參加中視主辦的歌唱選秀節目《超級星光大道》第二季，並於2008年1月的總冠軍賽中得到冠軍。
黃美珍（1983年1月19日－），生於臺灣臺東縣，臺灣原住民卑南族人。2007年參加中視《超級星光大道》第二屆歌唱選秀節目，進入最後十強，並獲得超級星光大道第二屆簡訊人氣王活動第一名獎項。
星光二班中的冠軍班長賴銘偉，和最佳人氣王黃美珍一直很受到評審老師們的鼓勵，特別是黃小琥老師一直對賴銘偉讚賞有加，她的一句「趕快簽一簽，發一發啦」，也成為節目的名句，而黃美珍雖然比賽失利只拿到第七名，但她的搖滾實力卻是有目共睹，在強大的歌迷支持之下，也讓她獲得了人氣票選冠軍。  
兩人皆藉由中視《超級星光大道》第二屆歌唱比賽而出道，賴銘偉因參加中視《超級星光大道》第二季中得到冠軍因而與環球音樂簽約，並於2008年1月正式簽約環球音樂；黃美珍也因參加《超級星光大道》被許多唱片公司注意，最後也在同年簽約環球音樂。

## 神木與瞳成立
神木與瞳於2008年成立，並在2008年8月15日推出首張專輯《為你而活》。
此二人組合的團名來自兩個人的名字，唱片公司環球音樂所表示，賴銘偉的原住民名為Yuming，是為了紀念一位對他影響重大的兄長，因此沿用兄長的名字，而Yuming這個名字也是村中一棵神木的名字，黃美珍則是從小有個小名叫小瞳，連她的歌迷也自稱「瞳學」，因此便將中文團名取為神木與瞳，而英文團名Y2J則是來自Yuming和黃美珍的英文名Jane，2則代表著「二人組」。

## 專輯作品
- 2008年1月25日，中視《超級星光大道》歌唱比賽中，最後所產生的「十強」，以星光二班之名由環球音樂發行《你們是我的星光終極10強合輯》，專輯中，十強（賴銘偉、梁文音、葉瑋庭、吳忠明、林宜融、曾沛慈、黃美珍、魏如昀、林佩瑤、李千娜）除了各自在專輯中進錄音室配唱比賽成名曲，也有畢業合唱曲《你們是我的星光》，賴銘偉和黃美珍也分別演唱比賽中膾炙人口的歌曲：薛岳《如果還有明天》以及林曉培《緩慢》。
- 2008年8月15日，以唯一搖滾男女二人組神木與瞳之名發行首張專輯《為你而活》，銷售首週進榜G-music綜合榜及華語榜第一名(蟬連三週)，五大唱片華語榜第一名(蟬連三週)，名次皆緊接著在「星光學長」楊宗緯演唱會DVD專輯，以及星光第一屆PK者，有「黑蜘蛛」之稱蕭敬騰的同名專輯之後（僅五大唱片華語榜），成績相當亮眼。
- 2010年6月4日推出第二張專輯《守護者》，此專輯於5月7日開始預購，但賴銘偉當時還在減肥中，公司認為不夠瘦所以不讓他入鏡首波主打歌《寬恕》的MV，《寬恕》雖是神木與瞳兩人合唱曲，但MV只有黃美珍現身，預購與宣傳前期也都只有黃美珍一個人獨自跑通告，直到5月24日賴銘偉因成功甩肉12公斤，終於現身與黃美珍重新合體宣傳專輯「守護者」，這張專輯中有者兩人以更為內斂的情感與純熟的歌聲加以詮釋。

### 音樂專輯
| 發行日期      | 專輯名稱     | 發行公司 | 最高排名    | 在榜週數 | 台灣銷售量 | 亞洲銷售量  |
| ------------- | ------------ | -------- | ----------- | -------- | ---------- | ----------- |
| 2008年8月15日 | 《為你而活》 | 環球音樂 | 1(蟬聯三週) | 50       | 571,452張  | 6,125,410張 |
| 2010年6月4日  | 《守護者》   | 環球音樂 | 1           | 35       | 390,651張  | 2,540,876張 |

### 音樂單曲
| 年／月／日    | 歌曲（作詞人及作曲人）                 | 備注                             | 相關影音            |
| ------------- | -------------------------------------- | -------------------------------- | ------------------- |
| 2019年8月15日 | 《說好一起走》－ 詞：阿弟仔 曲：阿弟仔 | 神木與瞳成軍第11年的特別紀念單曲 | YouTube上的官方版MV |

## 入圍與榮獲獎項
- 2009年：「神木與瞳」榮獲2008年加拿大至HIT中文歌曲排行榜—全國推崇新組合(國語)
- 2009年：「神木與瞳」入圍第九屆北京蒙牛酸酸乳音樂風雲榜—最佳新人獎
- 2009年：「神木與瞳」入圍第20屆金曲獎—最佳演唱組合獎
- 2009年：「神木與瞳」入圍第九屆全球華語歌曲排行榜—最受歡迎新人獎
- 2009年：「神木與瞳」榮獲第3屆 Freshmusic Awards—我最喜愛的組合獎
- 2009年：「神木與瞳」入圍第九屆全球華語歌曲排行榜—最受歡迎組合獎
- 2010年：「神木與瞳」榮獲第11届馬來西亞娛協獎頒獎典禮—十大原創歌曲獎（國際組）/《草戒指》
- 2010年：「神木與瞳」入圍2009年度北京流行音樂典禮—年度最受歡迎組合獎
- 2010年：「神木與瞳」榮獲第16届新加坡金曲獎—新晉人氣組合獎
- 2011年：「神木與瞳」榮獲第二屆 MY Astro至尊流行榜頒獎典禮—至尊金曲25/《寬恕》
- 2011年：「神木與瞳」榮獲第二屆 MY Astro至尊流行榜頒獎典禮—至尊搖滾/《守護者》
- 2011年：「神木與瞳」榮獲第二屆 MY Astro至尊流行榜頒獎典禮—至尊組合/樂團（銀獎）
- 2011年：「神木與瞳」入圍第22屆金曲獎—最佳演唱組合獎

## 外部連結
- 環球音樂官方網站 （页面存档备份，存于）
- 環球音樂華語部落格 （页面存档备份，存于）
- 賴銘偉部落格 （页面存档备份，存于）